# Samobadanie jąder

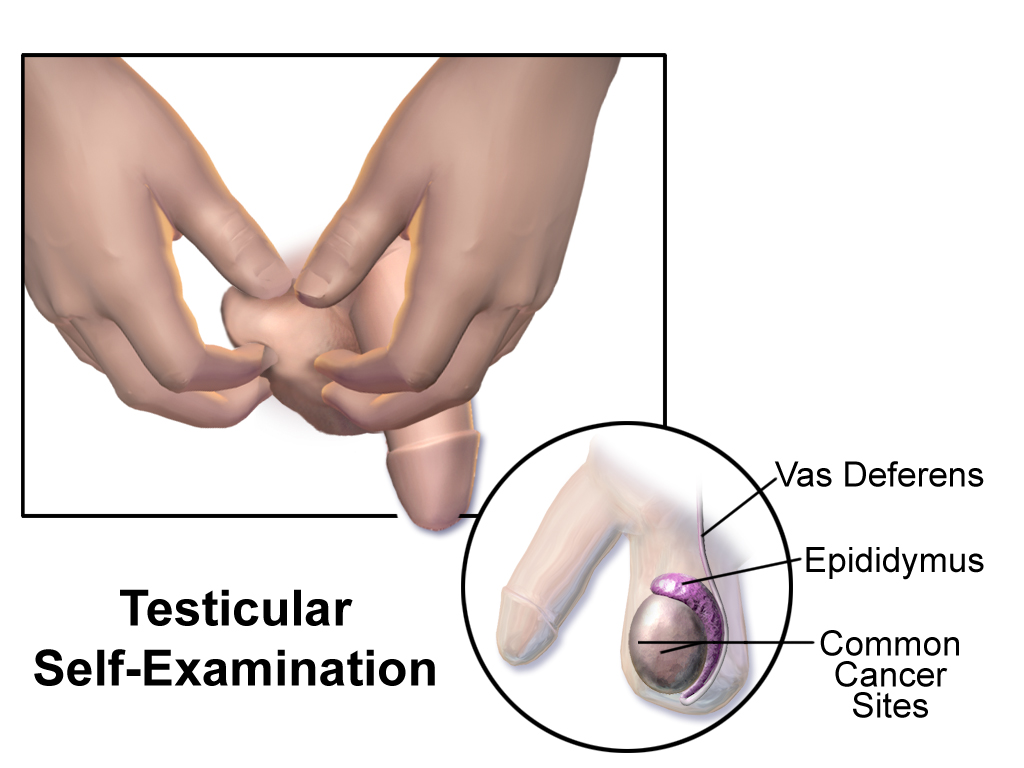
Samobadanie jąder

Samobadanie jąder (ang. testicular self-examination) – jest to metoda profilaktyki wtórnej nowotworów jąder polegająca na samodzielnym okresowym badaniu palpacyjnym jąder.

## Przebieg badania
Badanie przeprowadza się w wannie lub pod prysznicem, kiedy skóra moszny jest rozluźniona. Każde z jąder bada się osobno dwoma dłońmi, które umieszcza się pomiędzy kciukiem a palcem wskazującym i środkowym. Delikatnie pomiędzy palcami nieznacznie toczy się jądro badając zmiany wielkości jądra, obecność guzków lub zmian konsystencji.
Niższe położenie jednego z jąder jest stanem prawidłowym (zwykle lewe jest położone niżej niż prawe), podobnie jedno jądro może być nieznacznie większe. W górnej części jądra położone jest najądrze, które jest prawidłową strukturą anatomiczną.

## Samobadanie jąder jako badanie przesiewowe
Badanie przesiewowe ma na celu zmniejszenie śmiertelności związanej z chorobą poprzez wczesne rozpoznanie choroby. Jedną z proponowanych metod badań przesiewowych jest samobadanie jąder. Nie opublikowano żadnych wyników randomizowanych badań klinicznych potwierdzających skuteczność samobadania jąder stosowanego jako badanie przesiewowe w obniżeniu śmiertelności związanej z nowotworami jąder, co w pewnym stopniu związane z wysoką skutecznością leczenia tej choroby. Potencjalną korzyścią samobadania jąder może wcześniejsze rozpoznanie choroby nowotworowej i mniej obciążające oraz inwazyjne leczenie. U osób ze zwiększonym ryzykiem zachorowania Europejskie Towarzystwo Urologiczne zaleca okresowe samobadanie jąder.